# Гнездычно
Гнездычно (укр. Гніздичне) — село в Збаражской городской общине Тернопольского района Тернопольской области Украины.
Код КОАТУУ — 6122481801. Население по переписи 2001 года составляло 1277 человек.
До 2020 года входило в Збаражский район.

## Географическое положение
Село Гнездычно находится на расстоянии до 1,5 км от сёл Хомы, Чесновский Раковец и Олишковцы.

## История
- 1463 год — дата основания.

## Объекты социальной сферы
- Школа.
- Дом культуры.
- Фельдшерско-акушерский пункт.